# Aidyn Aimbetov

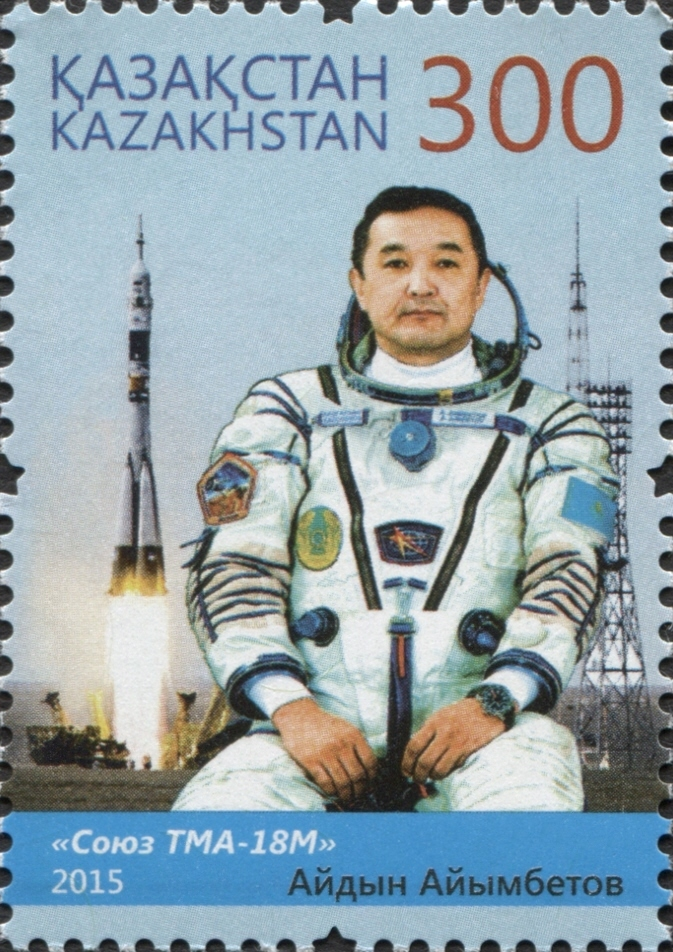
Selo cazaque de 2015 em homenagem ao astronauta

Aidyn Akanuly Aimbetov (Kolkhoz "Zarya Kommunisma", 27 de julho de 1972) é um cosmonauta cazaque, o primeiro de seu país.
Piloto de caça formado pela Escola de Aviação Militar de  Kutakhov Armavir, em Krasnodar, serviu à Força Aérea pilotando caças Su-27 e Mig-27. Em 2002 foi selecionado para a primeira turma de cosmonautas cazaques da Roskosmos  com mais um piloto, Mukhtar Aymakhanov, entre cerca de mais 2000 candidatos, passando a treinar na Cidade das Estrelas entre 2003 e 2009. A missão para qual ele foi programado voar foi cancelada devido à crise econômica de 2009 e Aimetov voltou para Astana, no Cazaquistão, onde continuou a trabalhar na Agência Espacial Nacional e fundou o Instituto para o Desenvolvimento Espacial para promover a indústria espacial no país. Como o outro cosmonauta cazaque selecionado, Aimakhanov,  preferiu ficar na Rússia e assumiu a cidadania daquele país, Aimbetov tornou-se o único cosmonauta cazaque.
Em junho de 2015, ainda qualificado para voo e trabalhando na agência espacial do Cazaquistão, Aimbetov, que estava programado para voar apenas em 2017, foi selecionado para  a missão Soyuz TMA-18M no lugar da cantora britânica Sarah Brightman, que iria ao espaço nesta missão como turista espacial mas desistiu durante os treinamentos finais por questões familiares.
Ele subiu ao espaço em 2 de setembro de 2015 na TMA-18TM com Sergei Volkov e Andreas Mogensen, para uma estadia de dez dias. Ele é o terceiro cosmonauta nascido no Cazaquistão desde a independência deste país com o fim da União Soviética em 1991 e o primeiro a voar sob esta bandeira. Retornou em 11 de setembro, depois de realizar várias experiências científicas, a bordo da Soyuz TMA-16M, acoplada na ISS desde 28 de março, pousando às 00:51 UTC de 12 de setembro (06:51 hora local) a sudeste da remota cidade de Dzhezkazgan, no Cazaquistão, onde ele e os demais tripulantes, o comandante Gennady Padalka e o astronauta dinamarquês Mogensen, foram recolhidos pela equipe de apoio em terra.